# 5 000 mètres masculin aux Jeux olympiques d'été de 1952
Pour un article plus général, voir Athlétisme aux Jeux olympiques d'été de 1952.
Navigation
Londres 1948 Melbourne 1956
L'épreuve du 5 000 mètres masculin aux Jeux olympiques de 1952 s'est déroulée les 22 et 24 juillet 1952 au Stade olympique d'Helsinki, en Finlande.  Elle est remportée par le Tchécoslovaque Emil Zátopek.

## Résultats

### Finale
| Rang               | Athlète              | Pays             | Temps         | Notes |
| ------------------ | -------------------- | ---------------- | ------------- | ----- |
| Médaille d'or      | Emil Zátopek         | Tchécoslovaquie  | 14 min 06 s 6 | OR    |
| Médaille d'argent  | Alain Mimoun         | France           | 14 min 07 s 4 |       |
| Médaille de bronze | Herbert Schade       | Allemagne        | 14 min 08 s 6 |       |
| 4                  | Gordon Pirie         | Grande-Bretagne  | 14 min 18 s 0 |       |
| 5                  | Christopher Chataway | Grande-Bretagne  | 14 min 18 s 0 |       |
| 6                  | Les Perry            | Australie        | 14 min 23 s 6 |       |
| 7                  | Ernő Béres           | Hongrie          | 14 min 24 s 8 |       |
| 8                  | Åke Andersson        | Suède            | 14 min 26 s 0 |       |
| 9                  | Bertil Albertsson    | Suède            | 14 min 27 s 8 |       |
| 10                 | Aleksandr Anufriyev  | Union soviétique | 14 min 31 s 4 |       |
| 11                 | Alan Parker          | Grande-Bretagne  | 14 min 37 s 0 |       |
| 12                 | Ilmari Taipale       | Finlande         | 14 min 40 s 0 |       |
| 13                 | Eero Tuomaala        | Finlande         | 14 min 54 s 2 |       |
| 14                 | Lucien Theys         | Belgique         | 14 min 59 s 0 |       |
|                    | Gaston Reiff         | Belgique         |               | DNF   |